# Kvarnselet, Västerbotten
Kvarnselet är en sjö i Robertsfors kommun i Västerbotten och ingår i Kålabodaåns huvudavrinningsområde.